# Chrysopilus lilianae
Chrysopilus lilianae är en tvåvingeart som beskrevs av Soboleva 1986. Chrysopilus lilianae ingår i släktet Chrysopilus och familjen snäppflugor. Inga underarter finns listade i Catalogue of Life.